# Mount Hagen

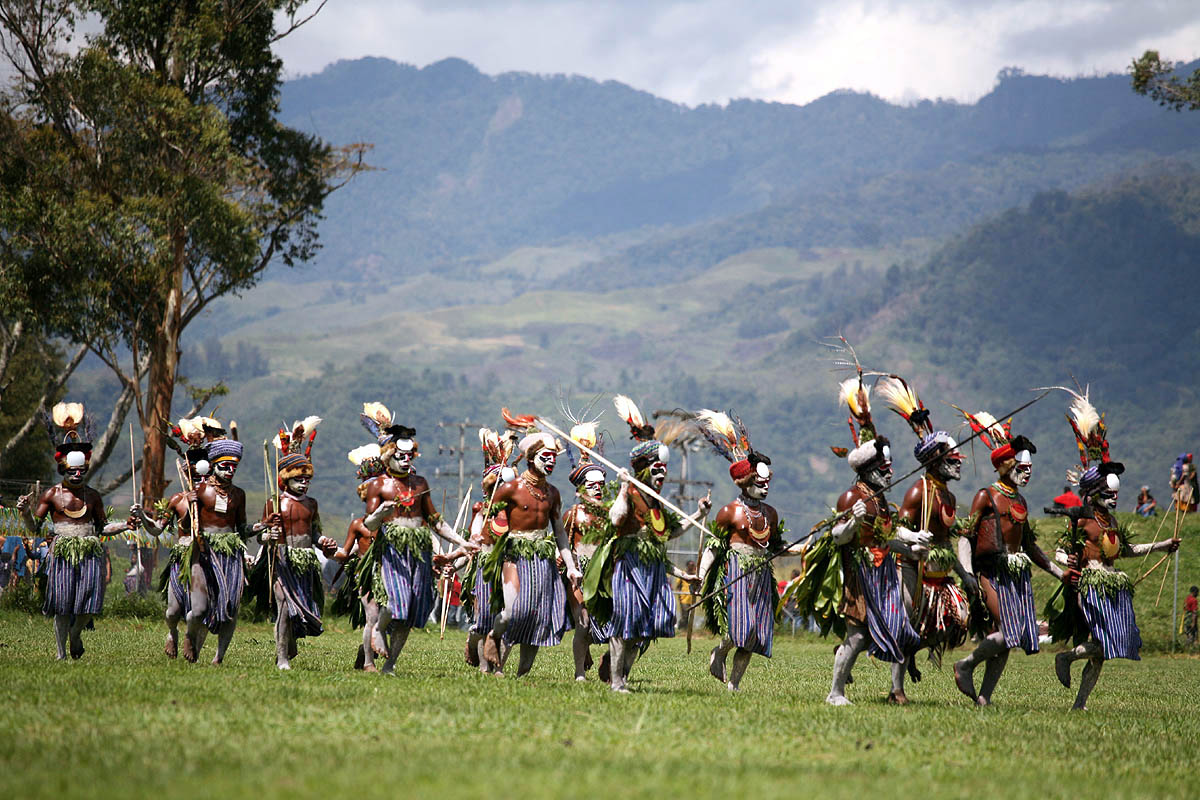
Mt. Hagen, Highland Show im August 2008

Mount Hagen (Tok Pisin Maun Hagen, dt. Hagensberg) ist die fünftgrößte Stadt in Papua-Neuguinea und die Hauptstadt der Provinz Western Highlands im Inneren des Landes. Zugleich ist sie auch Hauptstadt des Distrikts Mount Hagen. Mount Hagen hat 46.256 Einwohner (Zählung im Jahr 2013) und liegt im Gebirge des Binnenlandes im großen, fruchtbaren Wahgi-Tal in der Nähe des Mount Wilhelm auf einer Höhe von 1677 m.

## Bedeutung Mount Hagens
Mount Hagen ist heute die fünftgrößte Stadt Papua-Neuguineas; 1980 war es die siebtgrößte. Mount Hagen besitzt einen Flughafen (IATA-Flughafencode: HGU) und wird von einigen nationalen Fluggesellschaften angeflogen.
Der Highlands Highway, die Hauptverkehrsader, die die zentralen Landesteile mit den Küstenstädten Lae und Madang verbindet, läuft durch Mount Hagen.
Die Stadt ist eine der beiden Handelszentren des Hochlands und steht in einer gewissen Konkurrenz zu der anderen, Goroka, in der Provinz Eastern Highlands.
Beide Städte sind Ausgangspunkt für weiter ins Hochland reisende Touristen und wechseln sich in der Austragung der jährlichen Highland Shows ab. Das waren ursprünglich friedliche Treffen von teils weit entfernten Stämmen, die unter anderem dem gegenseitigen Kennenlernen dienten.

## Geschichte
Die Gründung der Stadt geht auf den Bau der Landebahn „Mogei drome“ durch die Brüder Leahy (1934, bereits während der australischen Kolonialzeit) zurück, um die herum der Ort Mount Hagen wuchs. Benannt ist Mount Hagen nach dem etwa 25 Kilometer nordwestlich gelegenen Vulkan Mount Hagen, der wiederum nach dem ehemaligen Landeshauptmann der deutschen Kolonie Neuguinea, Curt von Hagen, benannt ist.

## Geographie
Durch seine Lage in den Bergen besitzt Mount Hagen ein bei Europäern zumeist als angenehm empfundenes kühleres Klima.

## Städtepartnerschaft
- Orange, Australien (New South Wales), seit 1985

## Söhne und Töchter
- Clement Papa (* 1971), römisch-katholischer Geistlicher, Erzbischof von Mount Hagen